# Dan kravate
Dan kravate obilježava se 18. listopada. Hrvatski sabor proglasio je Dan kravate 2008. godine nacionalnim danom u Hrvatskoj. Datum je odabran u spomen na događaj iz 2003. godine kada je oko pulske Arene postavljena najveća kravata na svijetu, što je ušlo u Guinnessovu knjigu rekorda.
Kravata je odjevni predmet i modni dodatak koji potječe iz Hrvatske. Ovaj značajan dio svjetske modne povijesti svoj razvoj započinje u 17. stoljeću tijekom Tridesetogodišnjeg rata. Hrvatski vojnici tijekom toga rata nosili su posebne marame oko vrata koje su služile višestrukoj svrsi - štitile su ih od sunca i prašine te su se koristile za previjanje rana. Ovaj praktični odjevni predmet ubrzo je postao prepoznatljiv modni detalj. Francuzi su prvi preuzeli ovaj modni dodatak, nazivajući ga „à la croate” (na hrvatski način), od čega je kasnije nastala riječ „cravate”. Iz francuskog jezika naziv se proširio u druge europske jezike u sličnim oblicima.
Kravata predstavlja hrvatski simbol koji je univerzalno prepoznat u svijetu. Osim što je simbol Hrvatske, također se smatra simbolom Europe i predstavlja temeljne ljudske vrijednosti. Danas je kravata prepoznata kao simbol elegancije i poslovne kulture diljem svijeta, predstavljajući značajan hrvatski doprinos svjetskoj modnoj i kulturnoj baštini.
Academia Cravatica je neprofitna ustanova koja se bavi očuvanjem i promocijom kulturne baštine kravate. Pod vodstvom ravnatelja Marijana Bušića, institucija radi na promociji kravate kao hrvatskog simbola i univerzalnog znaka povezivanja među ljudima i narodima. Dan kravate nastao je na poticaj Academije Cravatice.